# Акт о военных преступлениях (1991)
Акт о военных преступлениях 1991 года (англ. War Crimes Act 1991) — акт Парламента Великобритании, позволяющий привлекать к уголовной ответственности натурализовавшихся подданных Великобритании, которые в годы Второй мировой войны сотрудничали с нацистами и совершали военные преступления. Акт был предложен в связи с тем, что в Великобритании, в отличие от США, не было законодательных мер по экстрадиции резидентов или натурализовавшихся подданных в страны, где им предъявлялись обвинения.
Палата лордов отклонила акт, поэтому его приняли только благодаря полномочиям Палаты общин в соответствии с Парламентскими актами 1911 и 1949 годов. Это был четвёртый акт, принятый с момента принятия Парламентского акта 1911 года исключительно благодаря Палате общин, и первый с момента принятия Парламентского акта 1949 года. Инициатором акта была Консервативная партия.
По этому акту обвинения впервые были предъявлены в 1997 году Семёну Серафиновичу-старшему, деду актёра Питера Серафиновича. Серафинович-старший был офицером белорусско-польского происхождения и обвинялся в том, что состоял в шуцманшафте и в белорусской деревне Мир убил трёх евреев. Однако по медицинским показаниям Серафинович оказался не в состоянии присутствовать в суде и в том же году скончался. Первым и единственным на текущий момент человеком, который был привлечён к уголовной ответственности, оказался Антон Савонюк, член Белорусской вспомогательной полиции, который был приговорён в 1999 году к пожизненному лишению свободы и умер в тюрьме в 2005 году.